# Alchemilla pilosiplica
Alchemilla pilosiplica é uma espécie de rosácea do gênero Alchemilla, pertencente à família Rosaceae.